# Dąbrowskie (Prostki)
Dąbrowskie (deutsch Dombrowsken, 1927–1945 Eichensee) ist ein Dorf in der polnischen Woiwodschaft Ermland-Masuren, das zur Landgemeinde Prostki (deutsch Prostken) im Powiat Ełcki (Kreis Lyck) gehört.

## Geographische Lage
Dąbrowskie liegt im Südosten der Woiwodschaft Ermland-Masuren, fünf Kilometer von der Woiwodschaftsgrenze Ermland-Masuren/Podlachien (frühere deutsch-polnische Staatsgrenze) entfernt. Die Kreisstadt Ełk (Lyck) liegt zwölf Kilometer in nordwestlicher Richtung.

## Geschichte
Dombrowsken wurde im Jahr 1482 gegründet und bildet ein Dorf rund um einen kleinen See. Im Jahr 1874 wurde es in den neu errichteten Amtsbezirk Wischniewen (polnisch Wiśniowo Ełcki) eingegliedert, der – 1938 in Amtsbezirk Kölmersdorf umbenannt – bis 1945 bestand und zum Kreis Lyck im Regierungsbezirk Gumbinnen (ab 1905 Regierungsbezirk Allenstein) in der preußischen Provinz Ostpreußen gehörte.
Im Jahr 1910 verzeichnete Dombrowsken 339 Einwohner.
Aufgrund der Bestimmungen des Versailler Vertrags stimmte die Bevölkerung im Abstimmungsgebiet Allenstein, zu dem Dombrowsken gehörte, am 11. Juli 1920 über die weitere staatliche Zugehörigkeit zu Ostpreußen (und damit zu Deutschland) oder den Anschluss an Polen ab. In Dombrowsken stimmten 260 Einwohner für den Verbleib bei Ostpreußen, auf Polen entfiel keine Stimme.
Am 25. Juli 1927 wurde das Dorf amtlich in Eichensee umbenannt. Die Zahl der Einwohner stieg bis 1933 auf 377 und belief sich 1939 auf 339.
In Kriegsfolge kam das Dorf 1945 mit dem gesamten südlichen Ostpreußen zu Polen und erhielt die polnische Namensform Dąbrowskie. Heute ist es Sitz eines Schulzenamtes (polnisch Sołectwo) und damit eine Ortschaft im Verbund der Landgemeinde Prostki (Prostken) im Powiat Ełcki (Kreis Lyck), bis 1998 der Woiwodschaft Suwałki, seither der Woiwodschaft Ermland-Masuren zugeordnet.

## Religionen
Dombrowsken war bis 1945 in die evangelische Kirche Ostrokollen (1938–1945 Scharfenrade, polnisch Ostrykół) in der Kirchenprovinz Ostpreußen der Evangelischen Kirche der Altpreußischen Union und in die katholische St.-Adalbert-Kirche in Lyck im Bistum Ermland eingepfarrt.
Heute gehört Dąbrowskie zur Pfarrei in Prostki mit der Filialkirche in Ostrykół im Bistum Ełk der Römisch-katholischen Kirche in Polen. Die evangelischen Einwohner halten sich zur Kirchengemeinde in Ełk, einer Filialgemeinde der Pfarrei in Pisz (deutsch Johannisburg) in der Diözese Masuren der Evangelisch-Augsburgischen Kirche in Polen.

## Verkehr
Dąbrowskie liegt östlich der polnischen Landesstraße 65 und ist von Prostki aus über Długosze (Dlugossen, 1938–1945 Langheide) zu erreichen. In Dąbrowskie endet auch ein von Żelazki (Zielasken, 1938–1945 Schelasken) kommender Landweg.
Die nächste Bahnstation ist Prostki an der Bahnstrecke Korsze–Białystok.